# Télimélé
Télimélé är en prefekturhuvudort i Guinea.   Den ligger i prefekturen Télimélé och regionen Kindia, i den västra delen av landet, 170 km norr om huvudstaden Conakry. Télimélé ligger 610 meter över havet och antalet invånare är 30 311.